# Епіфілюм
Епіфілюм (Epiphyllum) — рід епіфітних кактусів. Поширений у Тропічній Америці.

## Назва
Рід описаний у 1812 році Адріаном Гавортом. Він використав для його назви грецькі слова epi — «зверху» і phyllum — «лист». Так Гаворт хотів підкреслити, що квітки епіфілюма з'являються на листках. Насправді ж, це були видозмінені стебла.

## Характеристика
Епіфілюми мають чагарникову форму із здерев'янілою основою і листоподібними із зазубринами м'ясистими стеблами. Колючки розташовуються по краях стебла. Справжнє листя з'являється у вигляді маленьких лусочок під ареолами у виїмках. Квітки великі, воронкоподібні, з довгою квітковою трубкою і дуже ароматні.
У культурі відомі форми з квітками від чисто-білої до кремової, жовтої, рожевої і червоної колірної гами з різноманітними відтінками. Рослин з синіми квітками у роді немає.
Плоди великі, завбільшки зі сливу. Зовні вони пурпурові або зеленувато-жовті (залежно від забарвлення квіток), часто покриті колючками. М'якоть плодів ароматна, їстівна, має приємний солодкуватий та екзотичний ананасно-суничний смак.

## Види
- Epiphyllum anguliger (Lem.) G.Don
- Epiphyllum baueri Dorsch
- Epiphyllum cartagense (F.A.C.Weber) Britton & Rose
- Epiphyllum columbiense (F.A.C.Weber) Dodson & A.H.Gentry
- Epiphyllum costaricense (F.A.C.Weber) Britton & Rose
- Epiphyllum crenatum (Lindl.) G.Don
  - Epiphyllum crenatum var. crenatum
  - Epiphyllum crenatum var. kimnachii Bravo ex Kimnach
- Epiphyllum grandilobum (F.A.C.Weber) Britton & Rose
- Epiphyllum guatemalense Britton & Rose
- Epiphyllum hookeri Haw.
- Epiphyllum laui Kimnach
- Epiphyllum lepidocarpum (F.A.C.Weber) Britton & Rose
- Epiphyllum oxypetalum (DC.) Haw.
- Epiphyllum phyllanthus (L.) Haw.
- Epiphyllum pittieri (F.A.C.Weber) Britton & Rose
- Epiphyllum pumilum Britton & Rose
- Epiphyllum rubrocoronatum (Kimnach) Dodson & A.H.Gentry
- Epiphyllum thomasianum (K.Schum.) Britton & Rose